# Circunscripción electoral de España
El territorio de España es una circunscripción electoral para las elecciones al Parlamento Europeo y la única en dicho Estado. Se vota a listas cerradas y bloqueadas. El escrutinio y reparto de las elecciones en la circunscripción se efectúa mediante el método D'Hondt.

## Parlamento Europeo
| Diputados obtenidos por candidatura | Diputados obtenidos por candidatura          | Diputados obtenidos por candidatura | Diputados obtenidos por candidatura | Diputados obtenidos por candidatura | Diputados obtenidos por candidatura | Diputados obtenidos por candidatura | Diputados obtenidos por candidatura | Diputados obtenidos por candidatura | Diputados obtenidos por candidatura | Diputados obtenidos por candidatura | Diputados obtenidos por candidatura |
| Candidatura                         | Candidatura                                  | 1987                                | 1989                                | 1994                                | 1999                                | 2004                                | 2009                                | 2014                                | 2019                                | 2024                                |                                     |
| ----------------------------------- | -------------------------------------------- | ----------------------------------- | ----------------------------------- | ----------------------------------- | ----------------------------------- | ----------------------------------- | ----------------------------------- | ----------------------------------- | ----------------------------------- | ----------------------------------- | ----------------------------------- |
|                                     | Partido Socialista Obrero Español            | 28                                  | 27                                  | 22                                  | 24                                  | 25                                  | 23                                  | 14                                  | 21                                  | 20                                  |                                     |
|                                     | Partido Popular                              |                                     | 15                                  | 28                                  | 27                                  | 24                                  | 24                                  | 16                                  | 13                                  | 22                                  |                                     |
|                                     | Vox                                          |                                     |                                     |                                     |                                     |                                     |                                     |                                     | 4                                   | 6                                   |                                     |
|                                     | Ahora Repúblicas                             |                                     |                                     |                                     |                                     |                                     |                                     |                                     | 3                                   | 3                                   |                                     |
|                                     | Sumar                                        |                                     |                                     |                                     |                                     |                                     |                                     |                                     |                                     | 3                                   |                                     |
|                                     | Se Acabó la Fiesta                           |                                     |                                     |                                     |                                     |                                     |                                     |                                     |                                     | 3                                   |                                     |
|                                     | Podemos                                      |                                     |                                     |                                     |                                     |                                     |                                     | 5                                   |                                     | 2                                   |                                     |
|                                     | Junts                                        |                                     |                                     |                                     |                                     |                                     |                                     |                                     |                                     | 1                                   |                                     |
|                                     | Coalición por una Europa Solidaria           |                                     |                                     |                                     |                                     |                                     |                                     |                                     | 1                                   | 1                                   |                                     |
|                                     | Ciudadanos-Partido de la Ciudadanía          |                                     |                                     |                                     |                                     |                                     |                                     | 2                                   | 8                                   |                                     |                                     |
|                                     | Unidas Podemos Cambiar Europa                |                                     |                                     |                                     |                                     |                                     |                                     |                                     | 6                                   |                                     |                                     |
|                                     | Lliures per Europa                           |                                     |                                     |                                     |                                     |                                     |                                     |                                     | 3                                   |                                     |                                     |
|                                     | La Izquierda Plural                          |                                     |                                     |                                     |                                     |                                     |                                     | 6                                   |                                     |                                     |                                     |
|                                     | Unión Progreso y Democracia                  |                                     |                                     |                                     |                                     |                                     | 1                                   | 4                                   |                                     |                                     |                                     |
|                                     | Coalición por Europa                         |                                     |                                     |                                     |                                     |                                     | 3                                   | 3                                   |                                     |                                     |                                     |
|                                     | L'Esquerra pel Dret a Decidir                |                                     |                                     |                                     |                                     |                                     |                                     | 2                                   |                                     |                                     |                                     |
|                                     | Los Pueblos Deciden                          |                                     |                                     |                                     |                                     |                                     |                                     | 1                                   |                                     |                                     |                                     |
|                                     | Primavera Europea                            |                                     |                                     |                                     |                                     |                                     |                                     | 1                                   |                                     |                                     |                                     |
|                                     | La Izquierda                                 |                                     |                                     |                                     |                                     |                                     | 2                                   |                                     |                                     |                                     |                                     |
|                                     | Europa de los Pueblos                        | 1                                   | 1                                   |                                     |                                     | 1                                   | 1                                   |                                     |                                     |                                     |                                     |
|                                     | Izquierda Unida                              | 3                                   | 4                                   | 9                                   | 4                                   | 2                                   |                                     |                                     |                                     |                                     |                                     |
|                                     | Galeusca-Pueblos de Europa                   |                                     |                                     |                                     |                                     | 2                                   |                                     |                                     |                                     |                                     |                                     |
|                                     | Convergència i Unió                          | 3                                   | 2                                   | 3                                   | 3                                   |                                     |                                     |                                     |                                     |                                     |                                     |
|                                     | Coalición Europea                            |                                     |                                     |                                     | 2                                   |                                     |                                     |                                     |                                     |                                     |                                     |
|                                     | Coalición Nacionalista-Europa de los Pueblos |                                     |                                     |                                     | 2                                   |                                     |                                     |                                     |                                     |                                     |                                     |
|                                     | Bloque Nacionalista Galego                   |                                     |                                     |                                     | 1                                   |                                     |                                     |                                     |                                     |                                     |                                     |
|                                     | Euskal Herritarrok                           |                                     |                                     |                                     | 1                                   |                                     |                                     |                                     |                                     |                                     |                                     |
|                                     | Coalición Nacionalista                       |                                     | 1                                   | 2                                   |                                     |                                     |                                     |                                     |                                     |                                     |                                     |
|                                     | Centro Democrático y Social                  | 7                                   | 5                                   |                                     |                                     |                                     |                                     |                                     |                                     |                                     |                                     |
|                                     | Agrupación Ruiz-Mateos                       |                                     | 2                                   |                                     |                                     |                                     |                                     |                                     |                                     |                                     |                                     |
|                                     | Partido Andalucista                          |                                     | 1                                   |                                     |                                     |                                     |                                     |                                     |                                     |                                     |                                     |
|                                     | Izquierda de los Pueblos                     |                                     | 1                                   |                                     |                                     |                                     |                                     |                                     |                                     |                                     |                                     |
|                                     | Herri Batasuna                               | 1                                   | 1                                   |                                     |                                     |                                     |                                     |                                     |                                     |                                     |                                     |
|                                     | Alianza Popular                              | 17                                  |                                     |                                     |                                     |                                     |                                     |                                     |                                     |                                     |                                     |
| Eurodiputados                       | Eurodiputados                                | 60                                  | 60                                  | 64                                  | 64                                  | 54                                  | 54                                  | 54                                  | 59                                  | 61                                  |                                     |